# Extensive Music
Extensive Music – szwedzka wytwórnia muzyczna, założona w 1993. Siedziba wtórni znajduje się w Sztokholmie. Należą do niej pod wytwórnie Extensive Music Sweden, Extensive Music UK i Extensive Music JLT.

## Artyści wytwórni

### Obecni
| Wykonawca  |
| ---------- |
| Basshunter |
| Arash      |
| Margaret   |

### Dawni
| Wykonawca             |
| --------------------- |
| Ali Payami            |
| Aneela                |
| Beldina               |
| Bodies Without Organs |
| Damian Drăghici       |
| DJ Aligator           |
| Frida Appelgren       |
| Günther               |
| Jon Lord              |
| Leo Today             |
| Liquido               |
| Nation X              |
| Puppet Generation     |
| The Sunshinegirls     |
| Velvet                |